# Janet Staiger
Janet Staiger (8 de outubro de 1946), é uma professora de comunicação do Departamento de Rádio, Televisão e Cinema da Universidade do Texas em Austin, autora de vários livros e crítica de cinema estadunidense.

## Biografia
Graduada em Inglês e Fala, pela Universidade de Nebrasca em Omaha (1964-1968), mestrado na Purdue University em Inglês, e PhD pela Universidade de Wisconsin-Madison, Steiger tem uma vasta produção intelectual sobre a temática do cinema, enfocando especialmente a questão de gênero e sexualidade.
Iniciou sua carreira docente em 1969, pela Universidade de Nebrasca em Omaha, onde ficou até 1972. No ano seguinte lecionou na Purdue, até 1977, quando se transferiu para a Universidade do Wisconsin em Madison, ali permanecendo até 1981, ano em que se mudou para a Universidade do Delaware, em que ficou até 1983, quando vai para Nova Iorque, ficando na Universidade de Nova Iorque até 1987, quando se transferiu para a Universidade do Texas, em Austin, onde reside.